# Georgi Iwanowitsch Blagonrawow

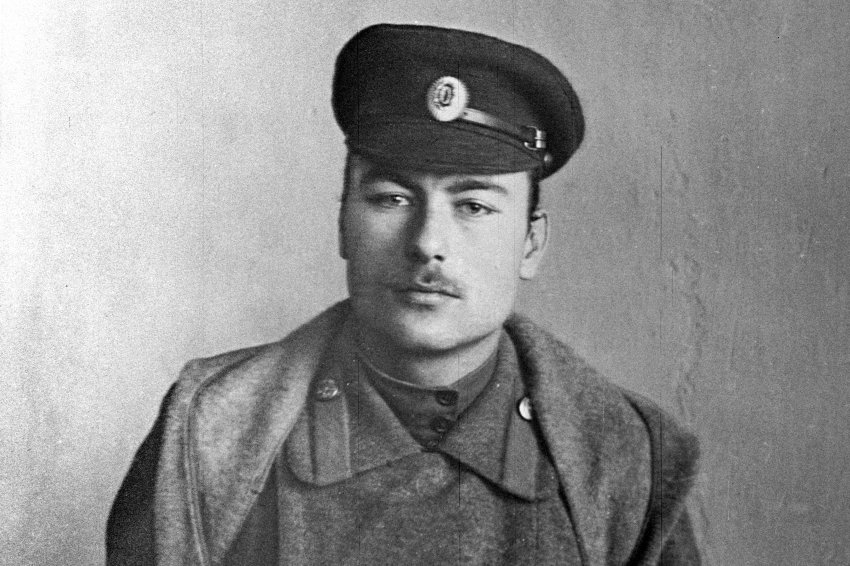
Georgi Blagonrawow um 1917

Georgi Iwanowitsch Blagonrawow (russisch Георгий Иванович Благонравов; * 6. Maijul. / 18. Mai 1896greg. in Jegorjewsk, Gouvernement Rjasan; † 16. Juni 1938 in Moskau) war ein russischer Revolutionär sowie ein sowjetischer Staatsmann und Funktionär der KPdSU.

## Leben
Georgi, der Sohn eines Jegorjewsker Angestellten, betätigte sich neben seinem Studium an der Juristischen Fakultät der Universität Moskau als Revolutionär. 1915 wurde er zum Militärdienst einberufen. Die Offiziersschule verließ er als Fähnrich und diente darauf in einem Jegorjewsker Reserveregiment. Während der Februarrevolution 1917 wurde er dort zum Vorsitzenden des Regimentskomitees gewählt. Im März 1917 trat Georgi Blagonrawow der SDAPR bei. Darauf wurde er Vorsitzender des Jegorjewsker Arbeiter- und Soldatenrates. Im Juni 1917 wurde er auf dem 1. Allrussischen Kongress der Arbeiter- und Soldatenräte in das Allrussische Zentrale Exekutivkomitee gewählt. In diesem Komitee war Georgi Blagonrawow als Sekretär der Bolschewiki tätig. In der Militärabteilung der Bolschewiki (russ. Военные организации большевиков - Wojennyje organisazii bolschewikow) beteiligte er sich an der Vorbereitung der Oktoberrevolution und nahm Anfang November am Sturm auf das Winterpalais teil (russ. Октябрьское вооружённое восстание в Петрограде - Oktjabrskoje wooruschonnoje wosstanije w Petrograde). In jener Zeit war Georgi Blagonrawow zunächst Kommissar und dann Kommandant der Peter-und-Paul-Festung; wurde aber bald abgelöst. Als Mitglied des Revolutionären Kriegsrates kämpfte er im Sommer 1918 während des Russischen Bürgerkrieges an der Ostfront. Dort erwehrten sich die Bolschewiki des Ansturms der Tschechoslowakischen Legionen und der Sibirischen Armee (russ. Сибирская армия - Sibirskaja armija) unter Admiral Koltschak.
Ab November 1918 war Georgi Blagonrawow etliche Jahre – zuerst als Tscheka- und ab 1931 als GPU-Repräsentant – im sowjetischen Verkehrswesen, genauer im Ressort Bahntransport, tätig. In den darauffolgenden 1930er Jahren nahm er führende Positionen in anderen Zweigen des sowjetischen Verkehrswesen – zum Beispiel im Straßenverkehr – ein; war vom 3. August 1935 bis zum 27. März 1936 für das letztgenannte Verkehrsressort Mitglied der Regierung Molotow.
Vom 26. Oktober 1929 bis zum 7. Oktober 1931 saß er im Rat der Volkskommissare. Auf dem XVII. Parteitag der KPdSU wurde Georgi Blagonrawow Kandidat des ZK seiner Partei.
Ab 5. Juli 1936 gehörte er dem inneren Zirkel des NKWD an.
Georgi Blagonrawow wurde am 25. Mai 1937 verhaftet, am 2. Dezember 1937 als Konterrevolutionär zum Tode verurteilt und am 16. Juni 1938 hingerichtet. Am 11. Juli 1956 – während Chruschtschows Tauwetter – wurde Georgi Blagonrawow postum rehabilitiert.